# Candisari (Purwodadi)
Candisari is een bestuurslaag in het regentschap Grobogan van de provincie Midden-Java, Indonesië. Candisari telt 4149 inwoners (volkstelling 2010).